# Robert L. Millis
| 92891 Bless       | 26 agosto 2000  |
| 103740 Budinger   | 6 febbraio 2000 |
| 127545 Crisman    | 4 dicembre 2002 |
| 132792 Scottsmith | 10 agosto 2002  |
| 153078 Giovale    | 26 agosto 2000  |
| 541222 Ianbaker   | 2 dicembre 2005 |

Robert L. Millis (...) è un astronomo statunitense.
Ha lavorato all'Osservatorio Lowell dal 1965 al 2009, ricoprendo negli ultimi venti anni di presenza il ruolo di direttore.
Tramite i suoi studi di occultazioni stellari ad opera dei corpi del sistema solare, ha individuato gli anelli di Urano e verificato la presenza dell'atmosfera di Marte e di Urano.
Il Minor Planet Center gli accredita la scoperta di sei asteroidi, effettuate tra il 1999 e il 2002, di cui una in collaborazione con Marc W. Buie.
Gli è stato dedicato l'asteroide 2659 Millis.